# The Irritating Maze
Pour le jeu vidéo sorti sur Nintendo 64 également basée sur le même jeu télévisé japonais, voir Ucchannanchan no Honō no Challenger: Denryū Iraira Bō.
The Irritating Maze (Uchan Nanchan no Hono'o no Challenger: Ultra Denryu Iraira Bou) est un jeu vidéo du type réflexion et labyrinthe développé par Saurus et édité par SNK en 1997 sur Neo-Geo MVS (NGM 236),,.